# محسن الهامیان
محسن الهامیان (زادهٔ ۱۳۲۷ در تهران) موسیقی‌دان، نویسنده، مترجم و آهنگساز اهل ایران است.

## زندگی‌نامه
محسن الهامیان در سال ۱۳۲۷ در تهران متولد شد. او پس از دوران دبیرستان و اخذ دیپلم ریاضی و پشت سر گذاشتن دوره خدمت سربازی در یک شرکت خصوصی به عنوان کمک حسابدار استخدام می‌شود. از درآمد حاصل از کار در آن شرکت یک ساز پیانو تهیه می‌کند.
اولین استاد او در پیانو «اردشیر روحانی» بوده‌است که به پیشنهاد او وارد هنرستان موسیقی شبانه می‌شود. وی پس از ۱۸ ماه آموختن پیانو، در سال ۱۳۵۲ در کنکور موسیقی دانشکده هنرهای زیبا شرکت کرده و پذیرفته می‌شود. از آن پس فراگیری پیانو را نزد «لوست مارتیروسیان» پی می‌گیرد.
از دیگر استادان او در دانشگاه می‌توان به «محمدتقی مسعودیه»، «مصطفی کمال پورتراب» اشاره نمود.
او دروس نظری موسیقی مانند: هارمونی، هارمونی پراتیک، کنترپوان و … به صورت خود آموخته و با ممارست خود از روی کتاب‌های نظری موسیقی مانند: «هارمونی تئودور دوبوا»، «کنترپوان کروبینی»، «فوگ آندره ژدالژ»، «ارکستراسیون کوکلن» و … آموخته‌است.

او در سال ۱۳۵۶ در مقطع لیسانس از دانشکده هنرهای زیبا فارغ‌التحصیل و برای ادامه تحصیل راهی استراسبورگ شد اما با توجه به شرایط ایران همزمان با انقلاب، به ایران بازگشت. او در سال ۱۳۶۲ همکاری با هنرستان عالی موسیقی را آغاز کرد. محسن الهامیان علاوه بر ترجمه‌ها و تالیفات بسیاری که در موسیقی انجام داده، به تدریس در دانشگاه و مراکز آموزش موسیقی مشغول است.
- در تاریخ ۴ آذر ۱۳۹۶ در آیین سومین «سال نوای موسیقی ایران» از «محسن الهامیان» تقدیر به عمل آمد و تندیس «سال نوا» و لوح تقدیر به وی اهداء شد.[۲]

## زندگی خصوصی
محسن الهامیان در سال ۱۳۵۹ ازدواج کرد. وی دارای سه فرزند به نام‌های «کاوه» ، «کامیار» و «گلناز» می‌باشد. پسر بزرگ او «کاوه» از نوازندگان پیانو است.

## آثار هنری
آثار موسیقی، ترجمه کتاب و تالیفات محسن الهامیان عبارتند از:
- ترجمه «رساله هارمونی تئودور دوبوا»
- ترجمه «رساله کنترپوان کروبینی»[۴]
- ترجمه «رساله فوگ آندره ژدالژ»[۵]
- ترجمه «رساله ارکستراسیون جلد ۱ تا ۴»، نشر افکار
- ترجمه «رساله هارمونی نظری و عملی»
- ترجمه کتاب «نیروهای شکل‌پذیر در موسیقی»، نشر افکار
- ترجمه کتاب «موسیقی فیلم: هنر فراموش شده»
- ترجمه کتاب «خاطرات هکتور برلیوز»
- ترجمه کتاب «موسیقی بین‌النهرین»
- ترجمه کتاب «تکنیک پیانو»
- ترجمه کتاب «مبانی فرم و فرمهای موسیقی»
- ترجمه کتاب «تاریخ تحول هارمونی»
- ترجمه کتاب «فرمهای موسیقی»
- ترجمه کتاب «موسیقی و آواز در ایران»
- ترجمه کتاب «بتهوون از زبان خودش»
- ترجمه کتاب «نامه‌های شوپن»
- ترجمه کتاب «کارکرد هارمونی در قرن بیستم»[۶]، نشر افکار
- ترجمه کتاب «نامه‌های ولفگانگ آمادئوس موتزارت»
- ترجمه کتاب «کوتاه‌ترین راه در نوازندگی پیانو»[۷]
- ترجمه کتاب «موسیقی مردم پسند»[۸]
- ترجمه کتاب «حل المسائل باس‌ها و آوازهای داده شده»
- ترجمه کتاب «مفاهیم شنکر در آنالیز موسیقی تونال»[۹]، انتشارات دانشگاه هنر
- ترجمه کتاب «آموزش هنر پیانو (اصول و تکنیک‌های آموزش پیانو)»
- تألیف کتاب «رساله آهنگ سازی»[۱۰]
- تألیف کتاب «تئوری موسیقی»[۱۱]
- تألیف کتاب «آشنایی با تاریخ موسیقی اروپا»
- تألیف کتاب «آشنایی با تئوری موسیقی اروپا»
- انتشار آلبوم موسیقی «برای تو»
- سه قطعه برای پیانو با عنوان «فضای ایرانی»
- «سونات برای پیانو و ویلن در سه موومان»
- یک قطعه سه موومانه برای ارکستر مجلسی

- «واریاسیون روی آهنگهای محلی ایران»
- زندگی پر فراز و نشیب چایکوفسکی، نشر افکار